# イオンモール日の出
イオンモール日の出（イオンモールひので）は、東京都西多摩郡日の出町に所在するイオンモール株式会社運営のモール型ショッピングセンターである。2007年（平成19年）11月23日開業。

## 概要
日の出町の誘致により開発が進められ、イオンモール株式会社としては東京都内初出店のモール型ショッピングセンターとして開発が進められていたが、2006年に開業していた武蔵村山市の「ダイヤモンドシティ・ミュー（現：「イオンモールむさし村山」）」を運営していた株式会社ダイヤモンドシティが、当モール開業直前の2007年8月21日にイオンモール株式会社と合併したため、実質上の東京都内初出店はむさし村山となっている。なお、計画当初は「イオン日の出ショッピングセンター」という名称で開発が進められていた。
建物は地上4階建て、核店舗はイオンリテール株式会社が運営する「イオンスタイル日の出」である。モール開業当初は株式会社マイカルが運営する「日の出サティ」であり、マイカルとしては2000年の「板橋サティ」（東京都板橋区。現・イオン板橋ショッピングセンター）開業後のマイカル再建を経て7年ぶり、新生マイカルとして初めて東京都への出店（多摩地域では初出店）となった。マイカルは2011年（平成23年）3月1日にイオンリテールに吸収合併され、同日に「イオン日の出店」に変更されている。2021年（令和3年）10月14日にリニューアルが施され、現店名に再改称した。

## テナント
出店テナント全店の一覧・詳細情報は公式サイト「ショップリスト」を、営業時間およびATMを設置する金融機関の詳細は公式サイト「営業時間・サービス案内」を参照。

### イオンシネマ日の出
イオンモール日の出3階に所在するシネマコンプレックス。2007年11月23日に「ワーナー・マイカル・シネマズ日の出」として開業。2013年7月1日に運営会社の合併に伴い現名称に変更。
2021年2月22日に約 1.5 倍の広さを確保し、パーテーションを設置した「アップグレードシート」（以下表、US）を全スクリーンに新設した。
| No. | 座席数 | 座席数 | 座席数 | 備考   |
| No. | 通常   | US     | 車椅子 | 備考   |
| --- | ------ | ------ | ------ | ------ |
| 1   | 81     | 13     | 3      |        |
| 2   | 81     | 13     | 3      |        |
| 3   | 172    | 13     | 5      |        |
| 4   | 268    | 16     | 6      | 3D対応 |
| 5   | 159    | 11     | 5      |        |
| 6   | 106    | 11     | 4      |        |
| 7   | 106    | 11     | 4      |        |
| 8   | 161    | 12     | 5      | 3D対応 |
| 9   | 152    | 11     | 5      | 3D対応 |

## 沿革
- 2007年（平成19年）
  - 11月21日 - プレオープン（試験開業）[2]。
  - 11月23日 - グランドオープン（正式開業）[1]。
- 2011年（平成21年）3月1日 - 核店舗の日の出サティがイオン日の出店に業態転換。
- 2013年（平成25年）7月 - ワーナー・マイカル・シネマズ日の出が『イオンシネマ日の出』に改称。
- 2021年（令和3年）10月14日 - 核店舗のイオン日の出店がイオンスタイル日の出に改称、リニューアル。

## 交通アクセス

### 自動車
C4 首都圏中央連絡自動車道（圏央道）日の出インターチェンジから西に約500m。

### 鉄道
五日市線武蔵引田駅から北東方面へ徒歩約10分。

### 路線バス
福生駅・秋川駅・小作駅・拝島駅から西東京バスによる路線が運行されている。また、日の出町コミュニティバス「ぐるり～ん ひのでちゃん」も運行している。あきる野市コミュニティバス「るのバス」はイオンモール日の出を経由しないが、近隣の阿伎留医療センターから徒歩圏内である。土曜・休日には西東京バスにより八王子駅・京王八王子駅からの直通バスも運行されている。運賃や時刻の詳細は公式サイト「電車・バスのアクセス」を参照。
このほか、あきる野市、日の出町のデマンド交通など高齢者や交通空白地域向けの生活や買い物支援の交通機関も運行されている。

## 近隣施設
- 公立阿伎留医療センター（旧公立阿伎留病院）
- 亜細亜大学日の出キャンパス